# トリノモノレール
トリノモノレール(イタリア語: Monorotaia di Torino)はイタリアのトリノにあったモノレール。

## 歴史
北イタリアにあるトリノで、1961年5月から10月までの間、1861年にイタリア王国として統一国家が成立したのを記念して建国百年博覧会としてトリノ国際博覧会 (イタリア 61)が開催された。博覧会場には「労働の宮殿（Palazzo manifestazioni）」という象徴的なパビリオンと会場の入口（ルナ・パーク）との間に 1.8kmのアルヴェーク式のモノレールを建設することになり、将来は、トリノ市内に延伸して、全長12kmの市内路線として整備するという構想だった。
この路線はALWEG社にとって最初の実物大のモノレールで当時、トリノのカロッツェリア・ギアで自動車のデザインに従事していたトム・チャーダによって流線型の車体がデザインされた。3両編成の車両はケルンのフューリンゲンで開発され、車体はザルツギッターにある LHB 社、電気機器はキーペ社で製造された。運転台が先頭車の2階にある構造はセッテベロを彷彿させた。車両は完成後にケルンのフューリンゲンの試験線で試験走行が実施され、トリノに輸送された。試験線では高架の橋脚の間隔が20mで橋脚を横方向に2本並べていたが、トリノでは橋脚の間隔が25mで、1本の柱で軌道桁を支えた。フランクフルトではモノレールを導入する構想があったが、こともあろうに視察団が訪問していた時に故障したことによって構想は立ち消えになった。
博覧会の会期終了後は利用者が激減して週末にわずかに運行するだけで運行は1963年に停止され、議論は1975年まで続けられたが延伸計画は放棄され、1979年の秋になって車両は解体された。
北駅の建物は2006年に開催されたオリンピックで改装されて使用された。往時を知る者達の間ではモノレールは労働の宮殿と並びトリノ国際博覧会の語り草となっている。

## 運行
トリノ博覧会の会場中を運行した。開会から30日間で6,000kmを走行して28万人の乗客を運び、12kmの市内路線の建設計画も順調に進むかにみえたが、会期終了後は利用者が激減して週末に運行されるに留まり、1963年に廃止された。

## ギャラリー

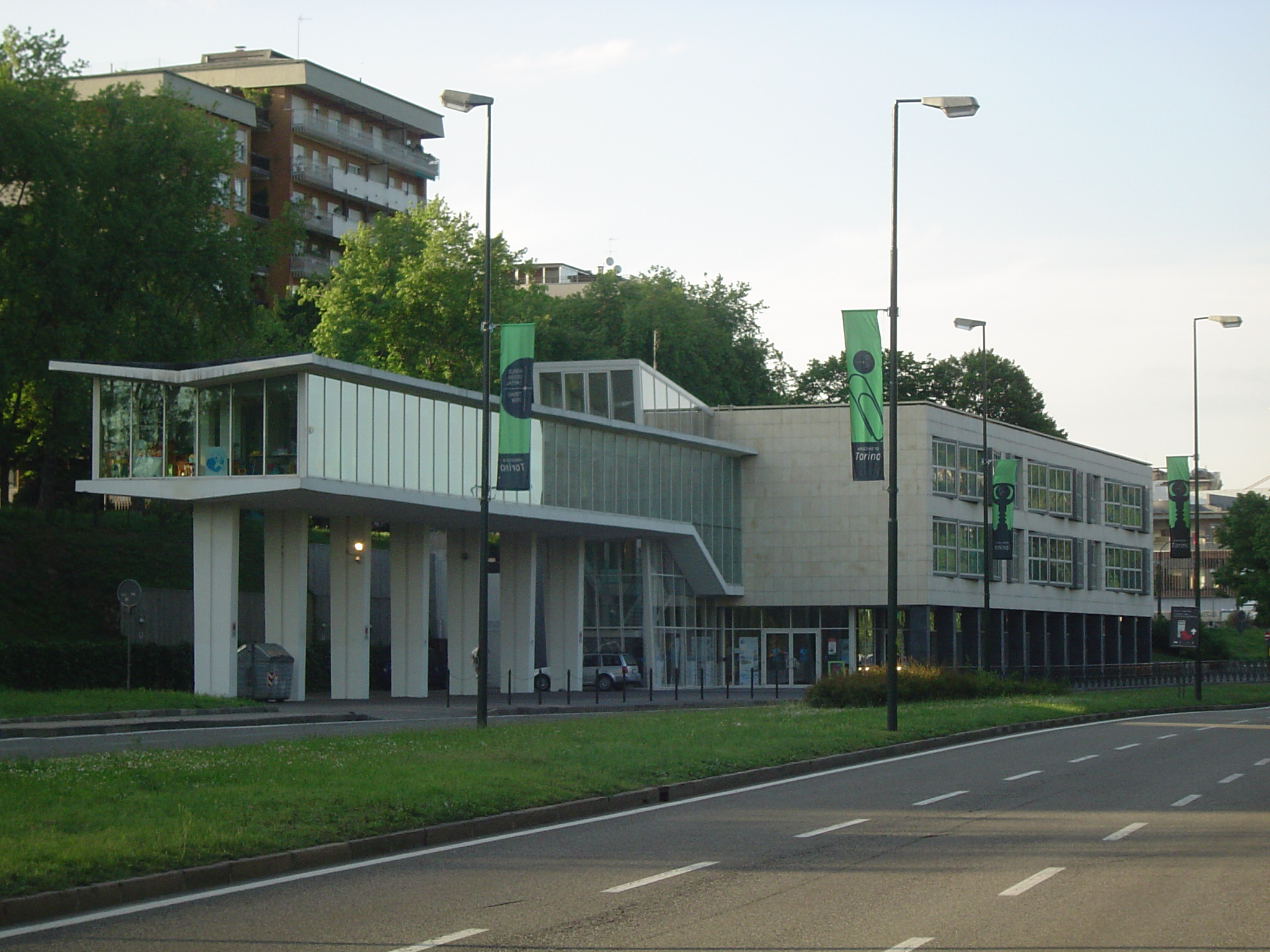
現存する北駅の建物
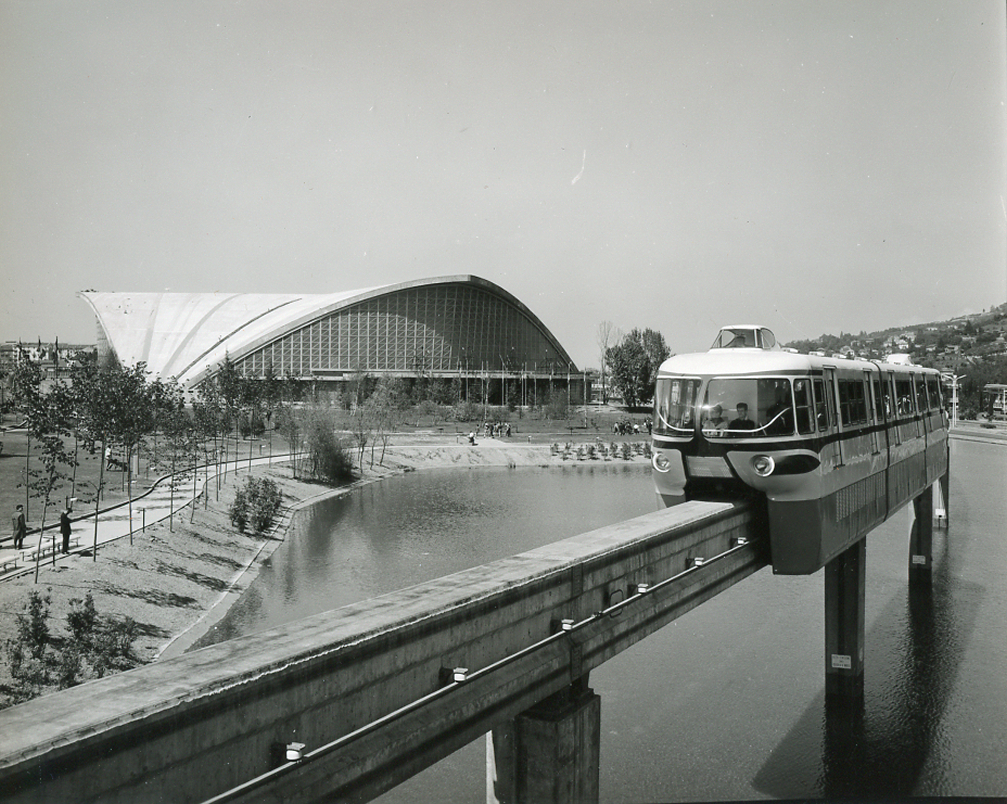
博覧会で運行されている様子
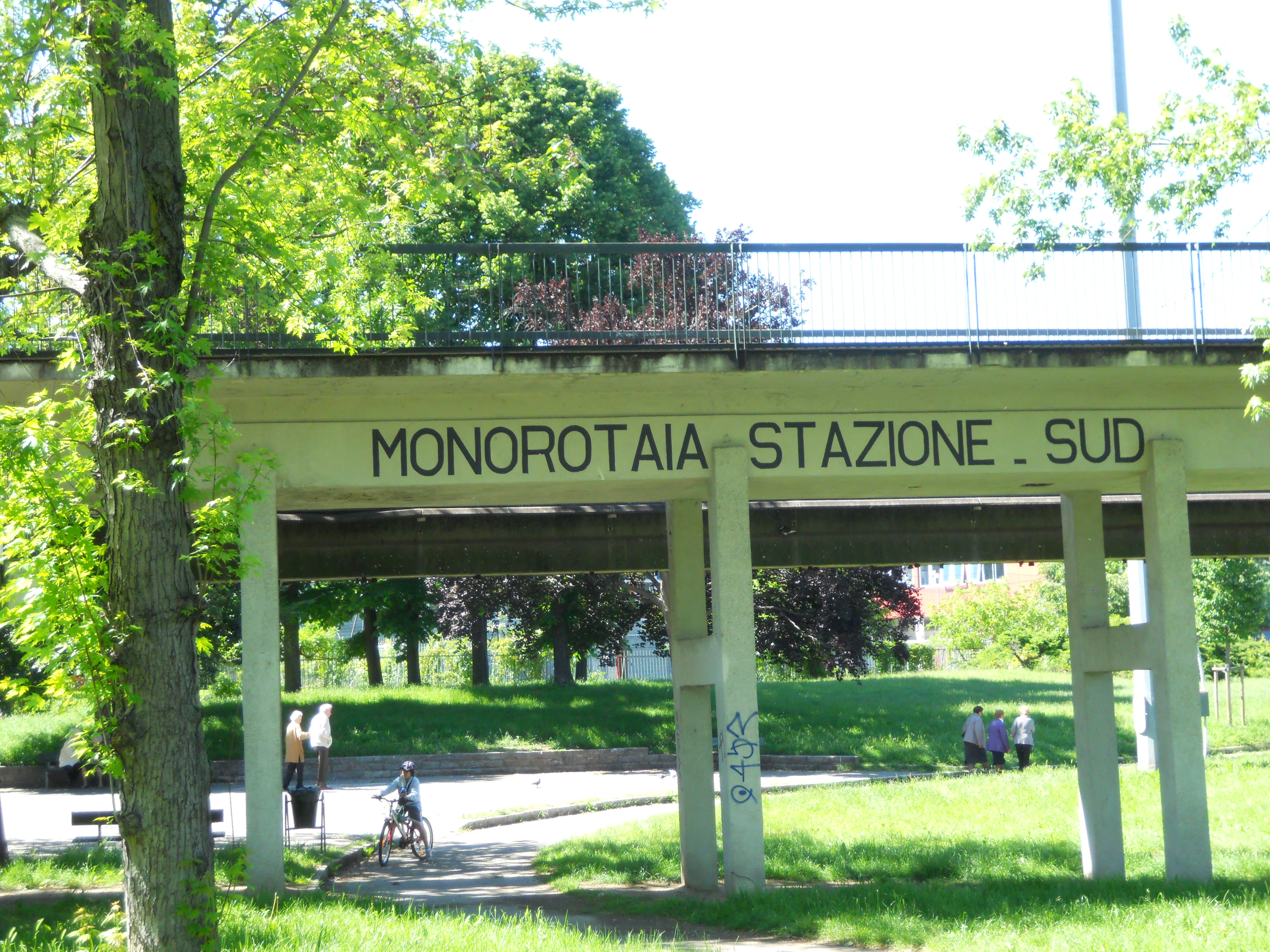
南駅の跡地
路線図
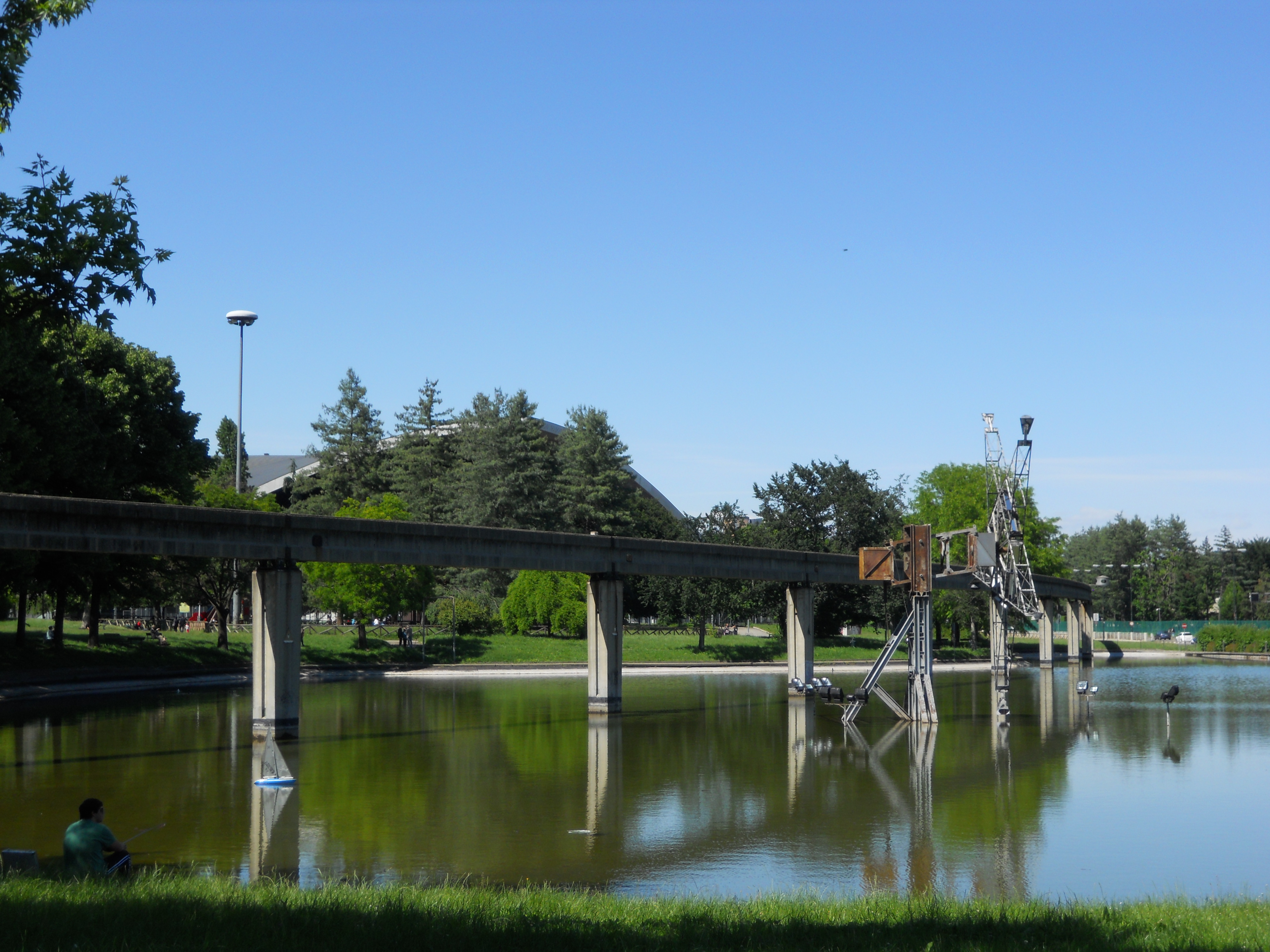
池の上の高架